# Tarsier des Philippines
Pour les articles homonymes, voir Carlito.
Carlito syrichta
Genre
Espèce
Statut de conservation UICN

 NT  : Quasi menacé
Statut CITES
Synonymes
- Tarsius syrichta (Linnaeus, 1758)
- Simia syrichta

Le Tarsier des Philippines (Carlito syrichta), unique représentant du genre Carlito, est une espèce de tarsiers endémique des Philippines. C'est le plus petit primate de la planète.
Le tarsier des Philipinnes est une des vingt-et-une espèces de primates d'Asie incluse entre 2000 et 2020 dans la liste des 25 espèces de primates les plus menacées au monde (inclus dans cette liste en 2014). Bien qu'il s'agisse d'une espèce protégée, de nombreux Philippins les capturent pour en faire des animaux de compagnie : de fait, on estime la population sauvage à seulement 1 000 individus en 2011.

## Description

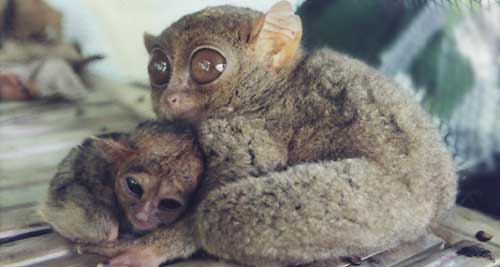

Sa taille, comprise entre 8,5 et 16 cm, en fait le plus petit primate au monde. Sa queue mesure environ 23 cm. La femelle pèse 120 g, le mâle 130 g. C'est aussi le mammifère, proportionnellement à sa taille, qui a les plus gros yeux. Sa tête a la particularité de pouvoir pivoter sur 180° de chaque côté, ses yeux étant fixes dans leurs orbites.
Animal territorial et nocturne il a aussi des globes oculaire très grands qui ne bougent pas. Il doit bouger la tête pour voir. Cependant il a une très bonne vue même dans l'obscurité. Ses deux yeux sont jaune-orange. Il s'alimente principalement d'insectes tels que les papillons de nuit et les sauterelles, parfois de lézards, serpents et petits oiseaux qu'il peut gober en plein vol en bondissant. Contrairement aux autres primates connus, il n'est que carnivore.
Il peut faire des bonds de 3 m et s'agripper aux branches grâce à ses longs doigts équipés de ventouses.
Ce primate a plusieurs moyens de communication, comme un cri territorial fort, mais il a surtout la singulière capacité d'émettre des ultrasons. La fréquence principale du cri du tarsier est de 70 000 Hz et il peut entendre jusqu’à 91 000 Hz. Par comparaison, le spectre auditif humain va de 20 à 20 000 Hz. Ce moyen de communication présente l'avantage précieux d'être discret. En effet, la majorité des prédateurs du tarsier, qu’il s’agisse d’oiseaux, de serpents ou de lézards, sont incapables d’entendre des fréquences aussi aiguës. Leur perception des ultrasons permet également de repérer par écholocation les insectes dont ils se nourrissent et qui émettent eux-mêmes des sons de haute fréquence.

## Répartition et habitat
C'est une espèce endémique du sud-est des Philippines. On la trouve sur les îles de Bohol, Dinagats, Leyte, Samar et Mindanao. Elle vit dans la forêt primaire et la forêt secondaire du niveau de la mer à 750 m d'altitude

## Stress
Le tarsier est très anxieux, et le stress peut l'amener à mettre fin à ses jours. Un tarsier en cage se tape la tête sur les barreaux et peut casser les os fins de son crane. Il peut également s'arrêter de respirer et se laisser asphyxier. Un flash d'appareil photo ou un éclat de voix humaine peut suffire à le mettre en stress mortel, d'après Carlito Pizarras, conservateur au sanctuaire pour tarsiers de Corella, sur l'île de Bohol.